# Sanza Pombo
Sanza Pombo è una municipalità dell'Angola appartenente alla provincia di Uíge. Ha 13.882 abitanti (stima del 2006).
Il capoluogo è Sanza Pombo.